# Riedering
Riedering ist eine Gemeinde im oberbayerischen Landkreis Rosenheim und liegt am Simssee.

## Geographie

### Gemeindegliederung
Es gibt 70 Gemeindeteile:
- Abersdorf
- Ackersdorf
- Aign
- Albersberg
- Anisag
- Baunigl
- Bergham
- Beuerberg
- Brand
- Daxlberg
- Ecking
- Erlachmühle
- Esbaum
- Farnach
- Gögging
- Haring
- Heft
- Holzen
- Irnkam
- Kinten
- Kohlstatt
- Kohlstattberg
- Kreut
- Mangolding
- Moosen
- Mühlham
- Neukirchen a.Simssee
- Niedermoosen
- Niederwall
- Oberachthal
- Obermoosen
- Obermühl
- Oberputting
- Ofenwinkl
- Parnsberg
- Patting
- Persdorf
- Petzgersdorf
- Pfaffenbichl
- Pietzenberg
- Pietzenkirchen
- Pietzing
- Reitl
- Ried
- Riedering
- Rögling
- Schaidering
- Schlierholz
- Schlipfing
- Schmidham
- Schralling
- Schwemmreit
- Sechtl
- Siegharting
- Söllhuben
- Spreng
- Stadl
- Stetten
- Stuhlrain
- Thalham
- Tiefenthal
- Tiefenthal am Wald
- Tinning
- Unterachthal
- Untermoosen
- Unterputting
- Wall
- Wieden
- Wolferkam
- Wurmsdorf

### Nachbargemeinden
| Stephanskirchen | Bad Endorf                                  | Rimsting          |
|                 | Kompassrose, die auf Nachbargemeinden zeigt | Prien am Chiemsee |
| Rohrdorf        |                                             | Frasdorf          |

### Natur
Folgende Schutzgebiete berühren das Gemeindegebiet:
- Naturschutzgebiet Südufer des Simssees (NSG-00433.01)
- Landschaftsschutzgebiet Schutz des Simssees und seiner Umgebung (LSG-00111.01)
- Landschaftsschutzgebiet Inschutznahme der Thalkirchner Achen und ihrer Umgebung als LSG (LSG-00147.01)
- Fauna-Flora-Habitat-Gebiet Simsseegebiet (8139-371)

## Öffentlicher Personenverkehr
- Busverkehr: Riedering ist mit drei Buslinien an die Münchner Verkehrsgesellschaft (MVG) angeschlossen. Durch die Linien 496, 497 und 499 bestehen Verbindungen nach Rosenheim, Stephanskirchen, Frasdorf, Aschau im Chiemgau, Söllhuben sowie nach Rimsting und Prien am Chiemsee.
- Die nächste Bahnstation ist der Bahnhof Rosenheim.

## Geschichte

Riedering, südwestliche Zufahrt zum Dorfkern mit der Riederinger Pfarrkirche

Rathaus Riedering, links im Bild

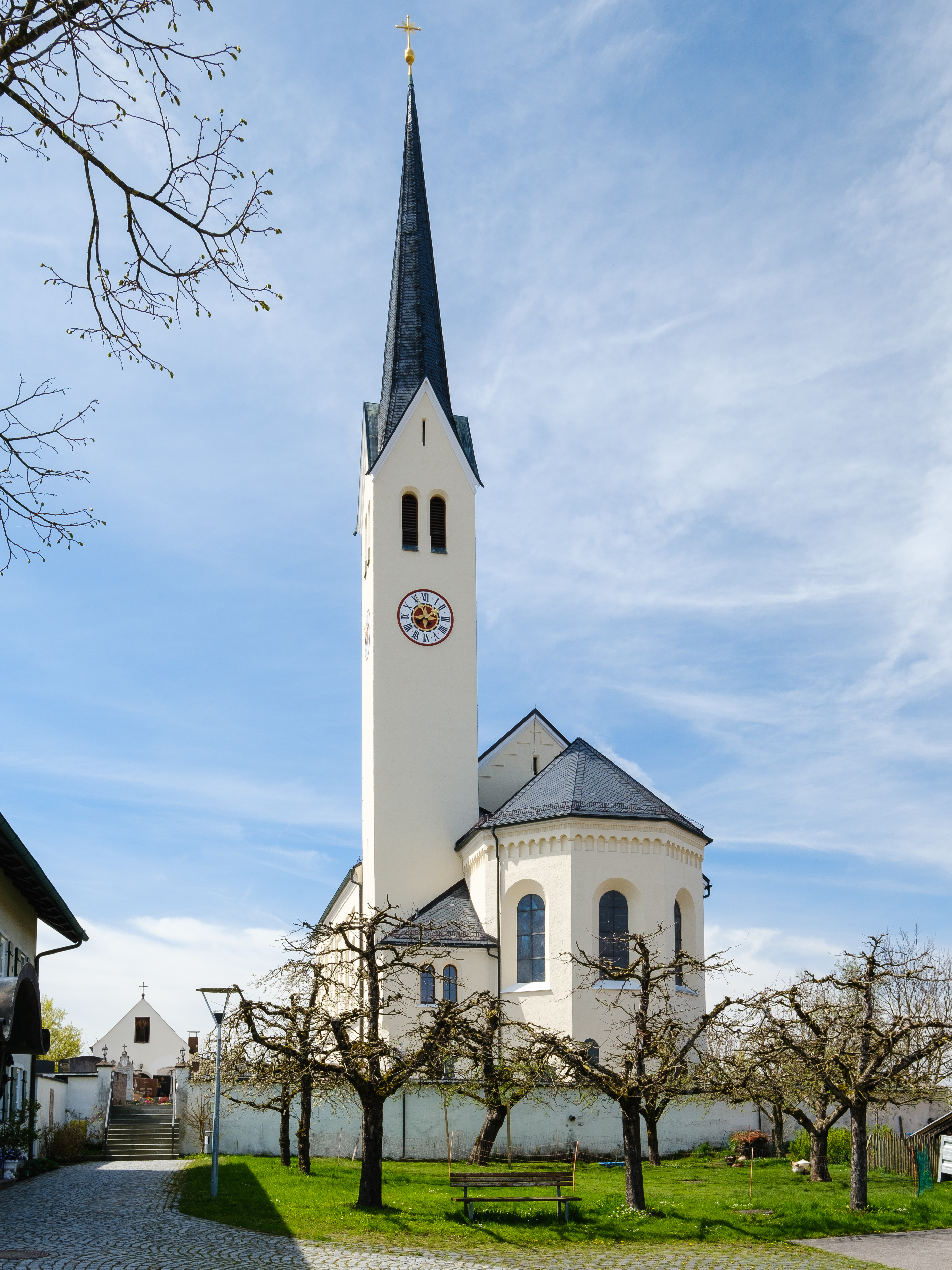
Riederinger Pfarrkirche beim Dorfzentrum

Ehemaliger Herrensitz Schloss Farnach im Gemeindeteil Farnach, im Zeitraum 1696–1701 entstandener Kupferstich von Michael Wening (1645–1718)

### Bis zur Gemeindegründung
Riedering gilt als keltische Gründung. Als „Hrodheringas“ wurde es erstmals 788 urkundlich erwähnt. Später gehörte der Ort zur Hofmark Neubeuern unter den Freiherren von Thurn und den Grafen von Preysing. Die Urpfarrei Riedering unterstand seit Mitte des 12. Jahrhunderts dem Kloster Herrenchiemsee. Riedering wurde 1818 im Zuge der Verwaltungsreformen in Bayern eine selbstständige politische Gemeinde.

### Eingemeindungen
Am 1. Mai 1978 wurden die bis dahin selbständigen Gemeinden Söllhuben und Neukirchen am Simssee sowie Teile der aufgelösten Gemeinde Pietzing eingegliedert.

### Einwohnerentwicklung
| Jahr | Einwohner | Anmerkungen |
| ---- | --------- | --- |
| 1824 | 138       | 25 Familien, 23 Häuser, gezählt im Verwaltungsjahr 1823/24 des Isarkreises                                                               |
| 1840 | 145       | in 24 Häusern |
| 1853 | 472       | 85 Familien |
| 1864 | 413       | 117 Familien, am 3. Dezember |
| 1875 | 494       | sämtlich Katholiken, in 89 Haushalten |
| 1910 | 697       | in 122 Haushalten |
| 1916 | 664       | [ 8 ] |
| 1919 | 717       | [ 9 ] |
| 1925 | 726       | [ 9 ] |
| 1933 | 809       | [ 9 ] [ 10 ] |
| 1939 | 890       | nach anderen Angaben 885 Einwohner |
| 1950 | 1291      | [ 9 ] |
| 1977 | 1683      | am 31. Dezember |
| 1978 | 3852      | am 1. Mai, nach Eingemeindung von Söllhuben (ca. 1000 Ew.), Neukirchen a.Simssee (ca. 750 Ew.) und Ortsteilen von Pietzing (ca. 420 Ew.) |
| 1985 | 4284      | am 31. Dezember |
| 1988 | 4492      | |
| 2018 | 5599      | gegenüber 1988 ein Zuwachs um 21,6 % |

## Politik

### Gemeinderat
Nach den Kommunalwahlen seit 2008 setzte sich der Gemeinderat von Riedering wie folgt zusammen:
| Partei/Liste                             | 2020 | 2014 | 2008 |
| ---------------------------------------- | ---- | ---- | ---- |
| CSU                                      | 5    | 5    | 6    |
| SPD                                      | 2    | 2    | 1    |
| FWG Riedering                            | 6    | 4    | 5    |
| Wählergemeinschaft Söllhuben (WGS)       | 2    | 4    | 3    |
| Bürgerwahlgemeinschaft Neukirchen (BWGN) | 2    | 3    | 2    |
| Wählerunion Söllhuben (WUS)              | 2    | 1    | 1    |
| Freie Bürger Pietzing (FBP)              | 1    | 1    | 1    |
| Bürgerliste Söllhuben (BLS)              | –    | –    | 1    |
| Gesamt                                   | 20   | 20   | 20   |

Zusätzlich gehört dem Gemeinderat auch der direkt gewählte Bürgermeister an.

### Wappen
| Wappen Gde. Riedering | Blasonierung: „In Rot ein von Silber und Schwarz gestückter Sparren, darunter ein goldenes Tatzenkreuz über silbernen Wellen.“ |
| Wappen Gde. Riedering | Wappenbegründung: Das Wappen zeigt auf rotem Grund einen weißen Sparren (aus dem Stammwappen der Freiherren von Thurn) und ein gelbes Tatzenkreuz (ehemaliges Chorherrenstift Herrenwörth) über Wellen, die Bezug nehmen sowohl auf den Simssee als auch auf den Chiemsee. |

## Kultur
In Riedering befindet sich das Ensemble Chiemgauer Volkstheater, ein weit über die bayerischen Landesgrenzen hinaus bekanntes Volkstheater. Ferner sind hier die Riederinger Sänger beheimatet, eine schon sehr lange bestehende Volksmusikgruppe. Inzwischen sind auch die Jungen Riederinger Musikanten bekannt geworden, die neben ihren Auftritten quer durch Bayern auch im Münchner Volkstheater die Stücke Geierwally, Der Räuber Kneissl, Der Brandner Kaspar und das ewig’ Leben und Peer Gynt musikalisch untermalen.

## Persönlichkeiten
- Paula Roesler (1875–1941), Künstlerin, lebte und starb in Wurmsdorf
- Annette Thoma (1886–1974), Schöpferin der „Deutschen Bauernmesse“
- Fritz Raab (1909–1989), Segelflugzeug-Konstrukteur
- Josef Mengele (1911–1979), war auf der Flucht 1945–1948 Knecht in Mangolding
- Amsi Kern (1922–2002), Volksschauspielerin; Leiterin Chiemgauer Volkstheaters
- Helmut Fischer (1926–1997), Schauspieler, starb in Riedering
- Gerhart Lippert (* 1937), Schauspieler
- Bernd Helfrich (* 1945), Schauspieler; Leiter des Chiemgauer Volkstheaters
- Franz Hawlata (* 1963), Opernsänger
- Andreas „Andi“ Kern (* 1965), Volksschauspieler; Leiter des Tegernseer Volkstheaters
- Maximilian Brückner (* 1979), Schauspieler
- Florian Brückner (* 1982), Schauspieler und Musiker
- Franz-Xaver Brückner (* 1987), Schauspieler